# Pseudanthessius pictus
Pseudanthessius pictus är en kräftdjursart som beskrevs av Humes 1977. Pseudanthessius pictus ingår i släktet Pseudanthessius och familjen Pseudanthessiidae. Inga underarter finns listade i Catalogue of Life.